# 穆尔高
穆尔高，是匈牙利托尔瑙州所辖的一个村，总面积6.59平方公里，总人口65，人口密度9.9人/平方公里（2010年1月1日）。